# Bardolph
Bardolph és una població dels Estats Units a l'estat d'Illinois. Segons el cens del 2000 tenia 253 habitants.

## Demografia
Segons el cens del 2000, Bardolph tenia 253 habitants, 87 habitatges, i 64 famílies. La densitat de població era de 165,6 habitants/km².
Dels 87 habitatges en un 47,1% hi vivien nens de menys de 18 anys, en un 52,9% hi vivien parelles casades, en un 18,4% dones solteres, i en un 25,3% no eren unitats familiars. En el 23% dels habitatges hi vivien persones soles el 10,3% de les quals corresponia a persones de 65 anys o més que vivien soles. El nombre mitjà de persones vivint en cada habitatge era de 2,91 i el nombre mitjà de persones que vivien en cada família era de 3,34.
Per edats la població es repartia de la següent manera: un 34,4% tenia menys de 18 anys, un 12,6% entre 18 i 24, un 28,5% entre 25 i 44, un 16,6% de 45 a 60 i un 7,9% 65 anys o més.
L'edat mediana era de 27 anys. Per cada 100 dones de 18 o més anys hi havia 93 homes.
La renda mediana per habitatge era de 25.833 $ i la renda mediana per família de 30.208 $. Els homes tenien una renda mediana de 29.167 $ mentre que les dones 17.083 $. La renda per capita de la població era d'11.361 $. Aproximadament el 32,2% de les famílies i el 28,8% de la població estaven per davall del llindar de pobresa.

## Poblacions properes
El següent diagrama mostra les poblacions més properes.